# Saint-Pardoux-Morterolles
Saint-Pardoux-Morterolles is een gemeente in het Franse departement Creuse (regio Nouvelle-Aquitaine) en telt 242 inwoners (1999). De plaats maakt deel uit van het arrondissement Aubusson.

## Geografie
De oppervlakte van Saint-Pardoux-Morterolles bedraagt 36,3 km², de bevolkingsdichtheid is 6,7 inwoners per km².

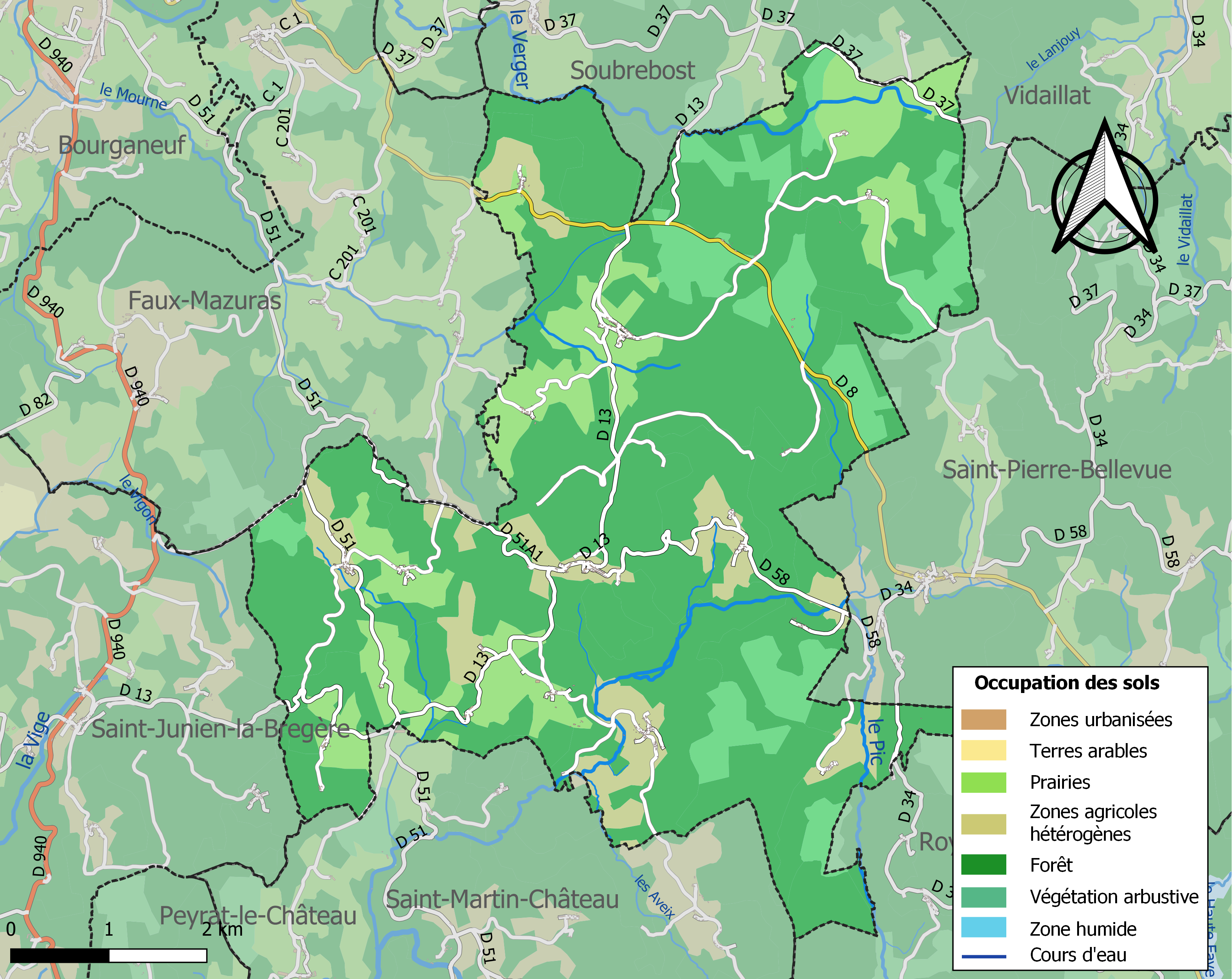
Kaart van de gemeente met de belangrijkste infrastructuur, bodemgebruik en omliggende gemeenten

## Demografie
Onderstaande figuur toont het verloop van het inwonertal (bron: INSEE-tellingen).

1. ↑  Populations de référence 2022.